# Dziura nad Jaskinią Raptawicką I
Dziura nad Jaskinią Raptawicką I (Psia Budka) – jaskinia w Dolinie Kościeliskiej w Tatrach Zachodnich. Wejście do niej znajduje się w Raptawickiej Turni, obok Dziury nad Jaskinią Raptawicką II, na wysokości około 1157 metrów n.p.m. Długość jaskini wynosi 60 metrów, a jej deniwelacja 5 metrów.

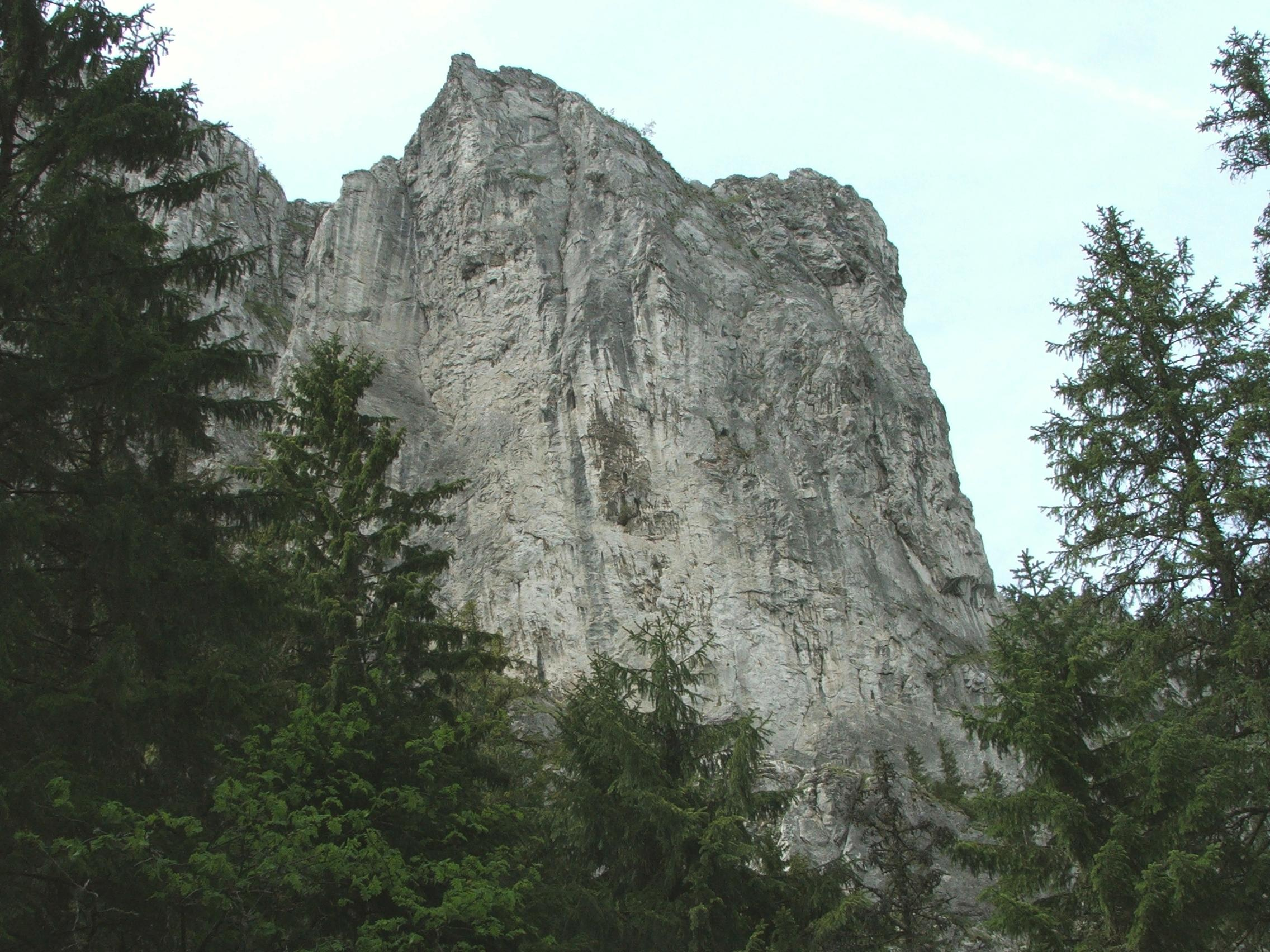
Raptawicka Turnia

## Opis jaskini
Zaraz za dużym otworem wejściowym jaskini dochodzi się do prostopadłego ciągu:
- na prawo idzie 10-metrowy korytarz, który przechodzi w szczelinę a następnie kończy się zawaliskiem.
- na lewo korytarz dochodzi po paru metrach do sali, której dno stanowią duże głazy. Z niej można dostać się ciasnego korytarzyka, który po ponad 14 metrach kończy się ślepo[4].

## Przyroda
Jaskinia jest jednym z fragmentów podziemnych przepływów Kościeliskiego Potoku. Jej ściany są mokre. 

## Historia odkryć
Jaskinia była znana od dawna. Opisał ją już Jan Gwalbert Pawlikowski w 1887 roku.  
Plan i opis jaskini opublikował Kazimierz Kowalski w 1953 roku. 